# Jan Krzos
Jan Krzos (ur. 24 czerwca 1895 w Sosnowcu, zm. 21 marca 1931 w Warszawie) – chorąży Wojska Polskiego, kawaler Orderu Virtuti Militari.

## Życiorys
Urodził się 24 czerwca 1895 w Sosnowcu, w ówczesnym powiecie będzińskim guberni piotrkowskiej, w rodzinie Błażeja i Stanisławy. Ukończył trzy klasy szkoły handlowej i cztery kursy techniczne.
12 października 1917 wstąpił do I batalionu strzelców Armii Polskiej we Francji. 26 listopada został skierowany do szkoły podoficerów wojsk technicznych w Angres. 14 lutego 1918 został mianowany kapralem. 12 marca został wcielony do 1/I. kompanii inżynieryjnej, późniejszej 1. kompanii 13 batalionu saperów i wyznaczony na stanowisko zastępcy dowódcy IV plutonu. 27 marca awansował na sierżanta. Od 24 maja walczył na froncie w Szampanii. W lipcu w walkach pod Saint-Hilaire-le-Grand został kontuzjowany. Od 27 sierpnia do 11 listopada 1918 walczył ze swoją kompanią w Wogezach. 14 kwietnia 1919 razem z kompanią wrócił do Polski i wziął udział w wojnie z Ukraińcami, a następnie wojnie z bolszewikami. 1 czerwca awansował na sierżanta sztabowego. Od 28 czerwca do 13 lipca kierował odbudową mostu drogowego na Styrze we wsi Czebenie (na północny wschód od miasteczka Rożyszcze). Za wykonanie tego zadania otrzymał pochwałę od dowódcy batalionu i szefa sztabu 1 Dywizji Strzelców Polskich. Następnie odznaczył się w działaniach pod Sarnami. Szczególnie wyróżnił się 21 marca 1920 w bitwie pod Zwiahlem. 14 czerwca 1922 dowódca 1. kompanii 13 batalionu saperów porucznik Stefan Nelken sporządził wniosek na odznaczenie Orderem Virtuti Militari, w którym napisał:

dnia 21 marca 1920 w czasie ofensywy bolszewickiej na miasto Zwiahel 1. kompania, zajęta przy budowie mostu na Słuczy, została zaalarmowana. Sierżant sztabowy Krzos Jan nie czekając na rozkazy dowódcy kompanii, zebrał kompanię, przeprowadził ją na stronę nieprzyjacielską rzeki, obsadził przyczółek mostowy i widząc, że nieprzyjaciel za blisko naciera, poprowadził kompanię do kontrataku, oczyścił przedmieście miasta Zwiahla od nieprzyjaciela, zabijając dowódcę sowieckiego pułku i biorąc sztab pułku do niewoli. Podczas całej tej akcji sierżant sztabowy Krzos Jan stale szedł na czele kompanii, zachęcając swoim własnym przykładem ludzi i dajac dowód niepospolitej odwagi i szybkiej orientacji. Akcją swoją sierżant sztabowy Krzos Jan pozwolił zorganizować się piechocie i ułatwił jej dalsze odparcie nieprzyjaciela.

Po zakończeniu walki pozostał z kompanią w Zwiahlu, w celu dokończenia prac przy odbudowie mostu na Słuczy, które rozpoczęły się 1 stycznia 1920. 24 czerwca tego roku, na rozkaz przełożonych w związku z sytuacją na froncie, zniszczył wspomniany most. „Półroczna praca kompanii w ciągu paru godzin uleciała z dymem”. 26 czerwca 1920 w walce z bolszewicką kawalerią pod wsią Susły dostał się do niewoli. 27 września 1920 uciekł z niewoli.
Po zakończeniu działań wojennych pozostał w wojsku jako podoficer zawodowy. Do śmierci pełnił służbę w Wojskowym Zakładzie Zaopatrzenia Inżynierii. Zmarł 21 marca 1931 w Szpitalu Ujazdowskim w Warszawie „po krótkich, lecz ciężkich cierpieniach”. Pięć dni później został pochowany na Cmentarzu Wojskowym na Powązkach.
Był żonaty z Heleną, z którą miał syna Remigiusza Zdzisława (ur. 1924) i córkę Janinę (ur. 1926).

## Ordery i odznaczenia
- Krzyż Srebrny Orderu Wojskowego Virtuti Militari nr 5509 – 4 sierpnia 1922[19][20][21][22][23]
- Krzyż Walecznych czterokrotnie[16][24] (po raz pierwszy i drugi[25])
- Medal Pamiątkowy za Wojnę 1918–1921[16]
- Medal Dziesięciolecia Odzyskanej Niepodległości[16]
- francuski Krzyż Wojenny[16]
- francuski Medal Pamiątkowy Wielkiej Wojny[26]
- Medal Zwycięstwa[16][26]